# UiO-66
UiO-66是一种金属有机框架材料，化学式为C48H28O32Zr6，它由对苯二甲酸的有机骨架链接锆结点而成。UiO为奥斯陆大学挪威语（Universitetet i Oslo）的缩写。

## 制备
UiO-66可由四氯化锆和对苯二甲酸在DMF溶剂中于120 °C反应得到。

## 用途
UiO-66可以用于气体吸附及放射性元素的吸附。